# Lascaux (gemeente)
Lascaux is een gemeente in het Franse departement Corrèze (regio Nouvelle-Aquitaine) en telt 154 inwoners (1999). De oppervlakte bedraagt 7,26 km², de bevolkingsdichtheid is 21 inwoners per km².

## Demografie
Onderstaande figuur toont het verloop van het inwonertal (bron: INSEE-tellingen).